# 鞅素特勤
鞅素特勤（?—?），6世纪末突厥特勤，木杆可汗的儿子。
587年，东突厥莫何可汗处罗侯出兵攻击西突厥阿波可汗大逻便，擒获献给隋朝。西突厥立鞅素特勤之子为泥利可汗。

## 身份
鞅素特勤其人的世系为何，史籍并无明确的记载，学界也有不同的看法。法国人沙畹（Edouard Chavannes）认为鞅素特勤即是达头可汗之子都六（Türük），理由是:“射匮可汗为咄陆（即都六）之子及达头之孙，同时又为曷萨那（泥撅处罗可汗）之父之弟，按曷萨那之父即泥利可汗，而泥利可汗为鞅素特勤之子，顾其人又为射匮可汗之兄，而射匮为咄陆之子，则咄陆与鞅素特勤应属一人矣。”岑仲勉则认为沙畹所解释“叔父”即为胞叔父也，而此处的“叔父”断下一篇能必作胞叔父解，所谓射匮可汗乃泥利可汗之弟云云，所指应为从兄弟而非胞兄弟。突厥可汗皆出阿史那氏，故凡阿史那氏之平辈者，皆可互称兄弟，然未必都是胞亲关系。《隋书·突厥传》所记裴矩之言称射匮失职，如谓鞅素特勤、都六可汗为同一人，则是射匮之胞兄泥利已为可汗，只射匮未为可汗，似不得谓之失职或附隶。由裴矩之言思之，鞅素一支，其万不能归并于都六。刘义棠较倾向沙畹的论点，将都六与鞅素特勤视为同一人，认为突厥“可汗”之称，并不限于一人，在大可汗之下，仍有若干“可汗”（小可汗），在其国内之名称称谓上无法区别。《隋书》所称射匮世为可汗，是否都六、射匮先曾称小可汗，待处罗可汗被隋所留后，国人遂立其为大可汗。薛宗正否定沙畹的观点，原因除了是岑仲勉已指出射匮可汗乃泥利可汗从兄弟而非胞兄弟外，指出鞅素特勤若为都六，则开皇末年，达头衰乱之际，何以同为达头可汗之后、鞅素特勤之弟的婆实特勤（Bashir Tegin）宁入隋朝而惧不敢返乡？此外，泥撅处罗可汗（NikulChula Qaghan）乃泥利可汗之子、鞅素特勤之孙；射匮可汗为都六之子、达头之孙，两人显非一系，可知都六与鞅素特勤乃是两人。

## 考古发现
位于中国和哈萨克斯坦边界的不远处，在新疆伊犁昭苏县附近 （坐标 43°7′18．56″N； 81°11′27.25″E，海拔1790米）。当地牧民称其为蒙古库热，亦或在汉文史籍里叫做小洪纳海。1953年在此处曾经发现一座突厥样式的石人像。石人像属于陵园的一部分，陵园内保存着一些考古遗迹。这个石人是一个突厥贵族的形象，做工略粗糙，在石像下身有一段铭文，1978年才被确认为粟特文，1990年第一次由伊朗学家识读。一处关键点已经解读：在6行和7行，铭文宣称泥利可汗继任大可汗，他是木杆可汗的孙子，木杆可汗传位给他。 
铭文内容如下 ：
|  | mwx’nx’^y’nnpygnp^yy(ewr)一P’YnryX’ ’n （可解读为：木杆可汗的孙子，泥利领主） |

|  | prX(r)-~wgksr8wmz’yxX’ ’nn’(Ys)ty （可解读为：兔年坐上大可汗的宝座） |